# کینه بیهته بیورنوس
کینه بیهته بیورنوس (انگلیسی: Kine Beate Bjørnås؛ زادهٔ ۱۲ مهٔ ۱۹۸۰) اسکی‌باز صحرانوردی اهل نروژ است.